# لقاح عبد الله
لقاح عبد الله (بالإسبانية: ABDALA) واسمه الرمزي CIGB-66 أو سي آي جي بي-66، هو لقاح مرشح ضد مرض فيروس كورونا، يعمل «مركز الهندسة الوراثية والتقنية الحيوية» في كوبا على تطويره وإنتاجه بتقنية وحدات البروتين الفرعية، وهو مخصص للإعطاء عن طريق الحقن العضلي. أخذ اللقاح اسمه من أولى مؤلفات ومسريحيات بطل الاستقلال الكوبي خوسيه مارتي، المعنونة باسم «عبد الله». سبق هذه النسخة من اللقاح نسخة أخرى باسم «مامبيسا» (بالإسبانية: MAMBISA) حملت ذات الاسم الرمزي. وهذا اللقاح أحد لقاحين مطورين في كوبا دخلا المرحلة الثالثة من التجارب السريرية، إذ سبقه لقاح سوبيرانا. ومن المقرر أن يُصنع لقاح «عبد الله» في فنزويلا.

## الأبحاث السريرية
بدأ تطوير اللقاح في النصف الأول من عام 2020، ودخل المرحلة الأولى والثانية من التجارب السريرية في يوليو من العام نفسه، ثم سُجلت المرحلة الثالثة في 18 مارس 2021 وأعلن أنها مكونة من ثلاث جرعات، وبدأت بعدها بأربعة أيام، تحديدًا في 22 مارس، بحلول 4 أبريل، تلقى المشاركون البالغ عددهم 48000 جرعتهم الأولى. أخذ المتطوعون الجرعة الثانية بدءًا من 5 أبريل والجرعة الثالثة من 19 أبريل.

### النتائج
تلقى 124000 شخص تتراوح أعمارهم ما بين 19 و80 عامًا 3 جرعات من اللقاح في التجارب السريرية، وكانت النتيجة الأولية تقيس نسبة الحالات والوفيات التي سُجلت بين المطعمين مقارنة بالسكان غير المطعمين.
من المقرر أن تبدأ تجارب سريرية أوسع نطاقًا ستشمل 1.7 مليون من سكان هافانا في مايو 2021، لتقييم فعالية كل من لقاحي «عبد الله» وسوبيرانا.